# Próchnik
Próchnik (niem. Dörbeck) – dzielnica Elbląga.

## Położenie
Próchnik jest najdalej na północ wysuniętą dzielnicą miasta. Znajduje się w odległości 10 km od centrum miasta.

## Historia
Najdawniejszym śladem osadnictwa jest fragment wału grodziska na północnym skraju dzielnicy. Pierwsze wzmianki o wsi Próchnik pochodzą z 1300 roku, kiedy to elbląski komtur Konrad von Lichtenhein wydał pozwolenie na wybudowanie młyna. W 1457 roku podarował ją Elblągowi Kazimierz Jagiellończyk. Wieś okręgu sędziego ziemskiego Elbląga w XVII i XVIII wieku. W 1939 roku wieś liczyła 631 mieszkańców. Próchnik w granice administracyjne miasta został włączony w 1998 roku poprzez odkupienie od gminy Tolkmicko sołectwa Próchnik, w skład którego wchodziły wsie: Próchnik, Leszków (obecnie południowa część dzielnicy) oraz Jelenia Dolina (na północny wschód od Próchnika). Decyzję o zakupie podjął w 1997 roku, po naciskach ze strony lokalnej społeczności, ówczesny prezydent Elbląga Witold Gintowt-Dziewałtowski.

## Wykaz ulic dzielnicy
- Dworkowa
- Fromborska
- Głogowa
- Jelenia Dolina
- Rumiankowa
- Sarnia
- Stawowa
- Strumykowa
- Wrzosowa
- Zakątek

## Turystyka
Dzielnica znajduje się w malowniczej okolicy, znanej jako Szwajcaria Próchnicka (znanej szerzej pod nazwą niemiecką: Dörbecker Schweiz). Z najwyższego w okolicy wzgórza, wznoszącego się na 159 m n.p.m., roztacza się widok na pobliski Zalew Wiślany.
W Próchniku można też obejrzeć zabytkowy kościół gotycki z drugiej połowy XIV wieku.

## Ważniejsze obiekty
- zabytkowy dom podcieniowy przy ul. Strumykowej
- kościół gotycki św. Antoniego z drugiej poł. XIV wieku
- siedziba leśnictwa Jelenia Dolina

## Komunikacja
Do Próchnika można dojechać:
- autobusami linii nr: 24
- autobusami PKS